# Liste der Mitglieder der American Academy of Arts and Sciences/1959
Im Jahr 1959 wählte die American Academy of Arts and Sciences 127 Personen zu ihren Mitgliedern.

## Neugewählte Mitglieder
- Charles Francis Adams IV (1910–1999)
- Dillon Anderson (1906–1974)
- Kenneth Joseph Arrow (1921–2017)
- Holt Ashley (1923–2006)
- Horace Welcome Babcock (1912–2003)
- John Bardeen (1908–1991)
- Joseph Seaton Barr (1901–1964)
- George Keith Batchelor (1920–2000)
- Samuel Nathaniel Behrman (1893–1973)
- Seymour Benzer (1921–2007)
- Isaiah Berlin (1909–1997)
- Carl Alfred Lanning Binger (1889–1976)
- Carl William Blegen (1887–1971)
- Herbert Lawrence Block (1909–2001)
- Derk Bodde (1909–2003)
- Max Born (1882–1970)
- Raoul Bott (1923–2005)
- Jean Louis Auguste Brachet (1909–1988)
- William Lawrence Bragg (1890–1971)
- Georges Braque (1882–1963)
- Felix Earl Browder (1927–2016)
- Harrison Scott Brown (1917–1986)
- Lyman Lloyd Bryson (1888–1959)
- Joseph Frederick Bunnett (1921–2015)
- Johannes Martinus Burgers (1895–1981)
- Charles Hoyt Burnett (1913–1967)
- Alexander Calder (1898–1976)
- Albert Camus (1913–1960)
- Ernst Wolfgang Caspari (1909–1988)
- Federico Chabod (1901–1960)
- Carlos Chávez (1899–1978)
- Francis Hettinger Clauser (1913–2013)
- Emilio Gabriel Collado (1910–1995)
- Pleasant Jefferson Conkwright (1905–1986)
- Willem de Kooning (1904–1997)
- Max Ludwig Henning Delbrück (1906–1981)
- Milislav Demerec (1895–1966)
- Harold Willis Dodds (1889–1980)
- Georges Frederic Doriot (1899–1987)
- John Carew Eccles (1903–1997)
- Carl Henry Eckart (1902–1973)
- Joseph Leon Edel (1907–1997)
- Erik Homburger Erikson (1902–1994)
- Leon Festinger (1919–1989)
- Frank Chalton Francis (1901–1988)
- Anna Freud (1895–1982)
- Milton Friedman (1912–2006)
- Marshall DeMotte Gates (1915–2003)
- James Maurice Gavin (1907–1990)
- Karl Johannes Geiringer (1899–1989)
- Hiram Bentley Glass (1906–2005)
- Kurt Goldstein (1878–1965)
- Nelson Goodman (1906–1998)
- Richard Mead Goody (1921–2023)
- Lincoln Gordon (1913–2009)
- Edward Samuel Greenbaum (1890–1970)
- Richard Mott Gummere (1883–1969)
- Viktor Hamburger (1900–2001)
- Weikko Aleksanteri Heiskanen (1895–1971)
- Alfred Day Hershey (1908–1997)
- Joseph Oakland Hirschfelder (1911–1990)
- John Herbert Hollomon (1919–1985)
- Mark Kac (1914–1984)
- Shizuo Kakutani (1911–2004)
- David Keilin (1887–1963)
- Mervin Joe Kelly (1894–1971)
- Hitoshi Kihara (1893–1986)
- Grayson Louis Kirk (1903–1997)
- Henry Alfred Kissinger (1923–2023)
- Charles Kittel (1916–2019)
- Andrei Nikolayevich Kolmogorov (1903–1987)
- Max Krook (1913–1985)
- Joseph Wood Krutch (1893–1970)
- Polykarp Kusch (1911–1993)
- Rudolph Ernest Langer (1894–1968)
- Joshua Lederberg (1925–2008)
- Tsung-Dao Lee (1926–2024)
- Albert Lester Lehninger (1917–1986)
- Jean Leray (1906–1998)
- Otto Loewi (1873–1961)
- Salvador Edward Luria (1912–1991)
- Arthur Whittier MacMahon (1890–1980)
- Edward Mallinckrodt (1878–1967)
- Barbara McClintock (1902–1992)
- John Jay McCloy (1895–1989)
- William David McElroy (1917–1999)
- Peter Brian Medawar (1915–1987)
- Aden Baker Meinel (1922–2011)
- Gian Carlo Menotti (1911–2007)
- Darius Milhaud (1892–1974)
- Clark Blanchard Millikan (1903–1966)
- Marcel Gilles Jozef Minnaert (1893–1970)
- Ray Nash (1905–1982)
- Wilhelm Pauck (1901–1981)
- George White Pickering (1904–1980)
- Gaines Post (1902–1986)
- Van Rensselaer Potter (1911–2001)
- Isidor Schwaner Ravdin (1894–1972)
- Paul Marvin Rudolph (1918–1997)
- Harold Paul Rusch (1908–1988)
- Walter Vincent Schaefer (1904–1986)
- Per Fredrik Thorkelsson Scholander (1905–1980)
- Benjamin Zwi Shahn (1898–1969)
- Richard Edwin Shope (1901–1966)
- Herbert A. Simon (1916–2001)
- Isadore Manuel Singer (1924–2021)
- Folke Karl Skoog (1908–2001)
- Alf Axelssøn Sommerfelt (1892–1965)
- Hans Speier (1905–1990)
- Charles Edward Stearns (1920–2010)
- Curt Stern (1902–1981)
- Eli Sternberg (1917–1988)
- George Joseph Stigler (1911–1991)
- Henry Melson Stommel (1920–1992)
- Hanns Peter Theophil Swarzenski (1903–1985)
- Ronald Syme (1903–1989)
- Edward Lawrie Tatum (1909–1975)
- Howard Thurman (1900–1981)
- Rosemond Tuve (1903–1964)
- William Royall Tyler (1910–2003)
- Felix Marc Hermann Villars (1921–2002)
- Helen Constance White (1896–1967)
- Gerald Beresford Whitham (1927–2014)
- Richard Purdy Wilbur (1921–2017)
- Edward Osborne Wilson (1929–2021)
- Rudolf J. Wittkower (1901–1971)
- Chen Ning Yang (* 1922)